# Decesul lui Slobodan Milošević
Decesul fostului președinte iugoslav Slobodan Milošević (Slobodan Miloșevici) de la 11 martie 2006, a avut loc în timpul procesului de la TPI din Haga, cauzând agitație și un eveniment politic major în special pentru Serbia și Rusia. Milošević a murit cu câteva luni înainte de pronunțarea verdictului care a durat patru ani. Mulți simpatizanți consideră că decesul cauzat în urma unui atac de cord nu este adevărată. Este un subiect de discuții aprinse și o problemă politică dacă acesta din urmă a fost provocat în mod deliberat și dacă cineva este responsabil pentru asta. Aceasta a avut loc cu puțin timp după ce tribunalul i-a respins cererea de-a a se consulta la o clinică din Moscova.
Conducerea tribunalului nu a putut explica cum s-a întâmplat acest lucru (la fel și sinuciderea aparentă a lui Milan Babić) într-o celulă cu supraveghere video.